# Nurek (Łódź)
Pour les articles homonymes, voir Nurek.
Nurek est une localité polonaise de la gmina de Żytno, située dans le powiat de Radomsko en voïvodie de Łódź.